# Make, Project and Workspace Creator
Make, Project and workspace Creator (MPC) ist ein Open-Source-Werkzeug zum Generieren von Software-Projektdateien für  verschiedene Entwicklungsumgebungen.
MPC wurde als Perl-Skript implementiert und ist deshalb plattformunabhängig. MPC wurde ursprünglich im Zusammenhang mit  ACE und  TAO entwickelt, kann aber unabhängig von diesen für Softwareentwicklungen, die unterschiedliche Zielplattformen, wie GCC, Microsoft Visual Studio, Borland Delphi und andere, unterstützen, genutzt werden.

## Alternativen
- CMake
- qmake
- SCons

## Weblink
- MPC Website